# Barisan Nasional
Nationella fronten, förkortad BN (malajiska: Barisan Nasional), är en politisk koalition i Malaysia bildad år 1973 av dåvarande premiärministern Abdul Razak som efterföljare till självständighetskoalitionen Perikatan. Liksom dess föregångare har koalitionen suttit vid regeringsmakten på nationell nivå oavbrutet även om oppositionen på senare år vunnit mark.
Nationella frontens ledare sedan 2019 är  Ahmad Zahid Hamidi.
Den viktigaste politiska motståndaren till BN är oppositionskoalitionen Pakatan Harapan och Perikatan Nasional, Pakatan Harapan som leds av Anwar Ibrahim, en fd BN-politiker och tidigare vice premiärminister, av Perikatan Nasional som leds av Muhyiddin Yassin, en fd BN, PH-politiker och tidigare premiärminister.

## Historia
Nationella fronten grundades år 1973 som direkt efterträdare till Perikatan och även på samma grund, en valallians vars kärna utgjordes av partier som representerade befolkningens olika etniciteter, främst det etniskt malajiska partiet United Malays National Organisation, det kinesiska Malaysian Chinese Association och det indiska Malaysian Indian Congress, samtliga ideologiskt konservativa och hängivna till vad man kallar "racial harmony" i Malaysias etniskt och kulturellt pluralistiska samhälle.
Koalitionen har traditionellt dominerat malaysisk politik och regelbundet vunnit över två tredjedelars majoritet i parlamentet. Detta förändrades i de allmänna valen år 2008 när det förlorade över en fjärdedel av sina mandat i parlamentet till Pakatan Rakyat, en lös allians av oppositionspartier, och därmed den kvalificerade majoriteten nödvändig för att göra författningsändringar. Fem delstatsregeringar, Kelantan, Kedah, Penang, Perak (som senare återgick via domstolsutslag efter en konstitutionell kris) och Selangor, gick också till Pakatan Rakyat. I parlamentsvalet i maj 2013 gick man åter framåt men återtog inte en två tredjedelars parlamentarisk majoritet.

## Medlemsparter
Det dominerande partiet i koalitionen är UMNO som representerar malajer, vilka utgör den största folkgruppen i Malaysia. Alla sex tidigare premiärministrar i Malaysia är eller var medlemmar i UMNO. Andra stora partier är MCA och MIC, som företräder etniska kineser och indier i Malaysia.
- UMNO United Malays National Organisation
- MCA Malaysian Chinese Association
- MIC Malaysian Indian Congress
- PBRS Parti Bersatu Rakyat Sabah
- PKR, KUASA Parti Kuasa Rakyat

### Tidigare koalitionspartiet
- PBS Parti Bersatu Sabah
- PBB Parti Pesaka Bumiputera Bersatu
- PPP People's Progressive Party
- PRS Parti Rakyat Sarawak
- SPDP Sarawak Progressive Democratic Party
- SUPP Sarawak United People's Party
- UPKO United Pasokmomogun Kadazandusun Murut Organisation
- GRM Gerakan Rakyat Malaysia
- LDP Liberal Democratic Party